# サム・フィッシャー
サム・フィッシャー(Sam Fisher)は、トム・クランシー監修のゲームスプリンターセル(Splinter Cell)シリーズの主人公。ゲーム版での声優はマイケル・アイアンサイド（初代～C）、エリック・ジョンソン（スプリンターセル ブラックリスト）。日本語吹き替え版は玄田哲章。
同じくトム・クランシー監修でUbisoftが開発するゴーストリコンシリーズやレインボーシックス シージへもゲスト出演している。

## 概要
1957年8月8日生まれで身長178cm、体重77kg、黒髪のスポーツ刈り（二重スパイではスキンヘッド）に無精髭を蓄え、眼の色は緑。
CIAとU.S. Navy SEAL Team 3のベテラン。
ゲーム中ではNSA(国家安全保障局)の秘密部隊サードエシュロンに所属する工作員だが、スプリンターセルコンヴィクションでは後述の理由で決別する。
40代でありながら高い敏捷性と身体能力を誇る潜入任務のエキスパートである。
休暇中はメリーランド州トウソンのタウンハウスで過ごす。
1980年代、サムがドイツのアメリカ空軍基地で働いているとき、リーガン・バーンズと出会い結婚。
しかし彼女は、彼らが結婚した2~3年後に卵巣がんで亡くなる。サラ・バーンズはサムにとってただ一人の子供である。
2003年8月、サムは旧友のアーヴィン・ランバートが率いるNSA(国家安全保障局)の秘密部隊サードエシュロンに入隊する。2ヶ月後の2003年10月、失踪したCIA要員の調査のためにクーデターが起きたばかりのジョージアへ派遣される。(スプリンターセル)
2006年3月、東ティモールのアメリカ大使館がインドネシア併合維持派民兵によって自爆テロの標的にされる。サムは民兵組織「ダラ・ダン・ドア」の情報を集めるため大使館に潜入する。(スプリンターセル パンドラトゥモロー)
2007年6月、サムはペルーのタララへアメリカ人コンピュータープログラマー奪還のため派遣される。(スプリンターセル カオスセオリー)
2007年9月、サムとサードエシュロンの新人ジョン・ホッジはアイスランドで任務に就くが、ジョンは死亡。帰還したサムは娘のサラが交通事故で死亡したとランバートに告げられる。以降、サムは自暴自棄になり危険な任務を求めるようになる。(スプリンターセル 2重スパイ)
その後、交通事故が意図的な犯行であったこと、サードエシュロンがそれに関与していることを知り、サムは組織を出奔。真相究明のため、単独調査を開始する。(スプリンターセル コンヴィクション)
サム・フィッシャーとサードエシュロンの戦いが決着した後、サードエシュロンは解体され、サムはヴィクター・コステ率いる民間軍事会社「パラディン9」で働く。事件に巻き込まれたサムはコールドウェル大統領直属部隊フォースエシュロンの隊長に任命される。(スプリンターセル ブラックリスト)
2019年、CIA工作員がボリビアのメキシコ系麻薬カルテル「サンタ・ブランカ」に情報を流そうとした。これを阻止するため、サムはボリビアに潜入し、アメリカ陸軍特殊部隊のゴースト部隊と協力する。この時、旧友のCIAエージェントであるカレン・ボウマンとの会話にてバンダナをした単独潜入好きの同業者の話をふり、彼が引退した事を知らされる。(ゴーストリコン ワイルドランズ)
2020年、レインボー部隊の2代目司令官であるハリシュバ・"ハリー"・パンディから要請を受け、63歳にしてレインボー部隊に参画。(レインボーシックス シージ)
2025年、「ストラテジスト」を捕らえるため南太平洋のアウロア群島へ派遣され、再びゴースト部隊と共闘する。(ゴーストリコン ブレイクポイント)

## 関連人物
アーヴィン・ランバート大佐(Irving Labert)（初代～CT池田勝 / C宝亀克寿）
1961年、サウスカロライナ州バットケーブ生まれ。身長189cm、体重122kg。フィッシャーの上官であり、作戦や的確な情報をフィッシャーに伝える。フィッシャーと共に一作目から登場していたが、プレイヤーの行動によってはスプリンターセル 二重スパイで死亡する。英語版の声優はPTのみ俳優のデニス・ヘイスバートが演じている。
アンナ・グリムスドッティア(Anna Grimsdottir)（初代日野由利加 / PT本田貴子 / CT〜田中敦子）
1974年、マサチューセッツ州ボストン生まれ。身長172cm、体重72kg。NSA職員。一作目からスプリンターセル カオスセオリー、コンヴィクション及びブラックリストに出演。
ヴァーノン・ウィルキスJr(Vernon Wilkes, Jr.)
1967年、メリーランド州生まれ。身長178cm、体重66kg。一作目の途中で殉職。
フランシス・コーエン(Frances Coen)
ウィルクスが死亡したことによる交替要員。
サラ・フィッシャー(Sarah Fisher)（白石涼子）
サム・フィッシャーの娘。ブラックリストでは声のみ出演。
ダーモット・P・ブラントン（藤原啓治）
1963年生まれ。身長165cm、体重61kg。後にサードエシュロン、シャドウネットの上官となる。PTのみに出演。
ウィリアム・レディング(William Redding)（飛田展男）
1969年、カリフォルニア州サンディエゴ生まれ。身長178cm、体重82kg。元海兵隊員で、コーエンの後任。CTのみに出演

## 格闘戦闘
小説ではフィッシャーは武器を使用せず、戦闘では格闘技のクラヴマガを使用する。また、彼は自己流のクライミングテクニック(スプリットジャンプ、ハーフスプリットジャンプ、ドロップキックアタック、Inverted Neck Break(首をひねって即死させる技)、パイプをよじ登る難しい技術、その他)を使う。
- ナイフ

プレイヤーは、カオスセオリーで初めてナイフを使う事が出来るようになった。小説ではUSMCケーバーの標準のデザインで柄に革をかぶせてあると書かれている。しかし、ゲームにおいては柄が若干詰めてありそれがカスタムメイドであることを示唆している。ナイフが元Navy SEALs サム・フィッシャーの手にある限りそれは本当に強力な武器になり、彼も戦場でナイフを多目的ツールとしてそれを使う。フィッシャーは敵に尋問するためにナイフを使うことができ、テントの布を切ったり扉の鍵を壊し、ワイヤーを切り、壁からマイクを外すときでさえ使う。

## 武器
ゲーム中、フィッシャーは2丁のFabrique Nationale社製の銃、Five-seveN ピストルとF2000アサルトライフルを使う。ゲームにおいて著作権法違反を避けるためその銃はSC PistolとSC-20K(SCはSplinterCellを表している)と呼ばれている。
- SC Pistol

実際の名前はSC PistolではなくFN Five-seveNである。このピストルは5.7x28mm弾を20発装填できるセミオートピストルで、ゲームではサイレンサー、マイクロホン、電子機器を使用不能にするOCP(Optically Channeled Potentiator)が取り付けられている。現実世界での5.7mmの銃弾はNATO ケプラージャケットとヘルメットを貫通するほどの威力を有するが（FN社のデータによる）、ゲームにおいては防弾チョッキを貫通させる力は制限されている。射殺するためには少なくとも胴に3～5発撃たなければならない。このピストルはSC-20Kより音がせずシリーズの第三作目、スプリンターセル カオスセオリーではOCPが付いており電子装置や照明を一定時間使えなくする事が出来る。シリーズ第二作目スプリンターセル パンドラトゥモローでこのピストルはレーザー照準装置を備えていた。
- SC-20K

実際の名前はSC-20KではなくFN F2000である。この武器は5.56mm NATO弾を30発装填できるブルパップアサルトライフルであり、サイレンサーと1.5倍の光学式スコープが付いている。最初の二つのゲームにおいてSC-20Kは常にランチャー構成のみだったがカオスセオリーからアタッチメントを変えることで4つの構成が可能になった。
- フォアグリップ - 標準のアタッチメントであり、グリップは発砲を安定させリコイルに対処するのに用いる。（カオスセオリーのみ登場）
- ランチャー - 40mmグレネードランチャーから発射できるものはスティッキーショッカー、スティッキーカメラ、ガスグレネードなど様々である。
- スナイパー - 20mmAPDS弾を発射し防弾チョッキを着た敵を貫く。スコープと修正バレルで射程と正確性を増すが扱いにくい。
- ショットガン - 12ゲージOOバックショットガン弾薬を発射できる。近距離戦で威力を発揮する。

- SC3000

上記のSC-20Kベースに発展させた架空銃。スプリンターセル コンヴィクションに登場する。使用弾は不明で30発装填できるブルパップアサルトライフル。銃上部はF2000タクティカルのような取り外し可能なフロントサイトと折りたたみ可能なリアサイト、ピカティニー・レールを搭載しているため、光学機器が装着可能。コンヴィクションでは主にスプリンターセルが使用、サムも使用可能。